# Szepesszombati járás
A Szepesszombati járás az egykori Magyar Királyság Szepes vármegyéjének egyik járása volt 1894-től a trianoni békeszerződésig. Korábbi neve Tátrai járás volt. A járás székhelye Szepesszombat volt.
- Alsóerdőfalva
- Alsószépfalu
- Batizfalva
- Erzsébetháza
- Felka
- Felsőszépfalu
- Filefalva
- Gánóc
- Gerlachfalva
- Hernádfalu
- Hernádfő
- Lándzsásötfalu
- Lucsivna
- Malompatak
- Mateóc
- Menguszfalva
- Nagyszalók
- Ószelec
- Savnik
- Stóla
- Strázsa
- Svábfalva
- Szepesszombat
- Szepestapolca
- Szepesvéghely